# ロマン・メーリヒ
ロマン・メーリヒ（Roman Mählich、1971年9月17日 - ）は、オーストリアの元サッカー選手。元オーストリア代表。ポジションはミッドフィールダー。

## 来歴
1992年にオーストリア代表デビュー。デビュー戦後、出場機会は無かったが、1997年に代表復帰、1998 FIFAワールドカップではグループステージ全3試合に出場した。2002年までに20試合に出場した。

## 代表歴

### 出場大会
- オーストリア代表
  - 1998 FIFAワールドカップ

### 試合数
- 国際Aマッチ 20試合 0得点（1992年-2002年）[1]

| オーストリア代表 | 国際Aマッチ | 国際Aマッチ |
| 年               | 出場        | 得点        |
| ---------------- | ----------- | ----------- |
| 1992             | 1           | 0           |
| 1993             | 0           | 0           |
| 1994             | 0           | 0           |
| 1995             | 0           | 0           |
| 1996             | 0           | 0           |
| 1997             | 5           | 0           |
| 1998             | 9           | 0           |
| 1999             | 4           | 0           |
| 2000             | 0           | 0           |
| 2001             | 0           | 0           |
| 2002             | 1           | 0           |
| 通算             | 20          | 0           |